# 김찬호 (아나운서)
김찬호(金贊鎬, 1971년 1월 1일 ~ )은 대한민국의 아나운서이다.
대학 시절에는 교내 방송국에서 PD로 활동했고 군 복무 시절에는 정훈병으로 방송과 신문 제작을 도맡아 했다. 이후 목포MBC에서 리포터로 활약하는 등 방송인이 되기 위한 기본기를 닦았다. 1999년 경륜 경기의 긴박한 상황을 빠르고 절도 있게 전하는 그를 눈 여겨 본 방송 관계자의 추천으로 공중파 TV에도 출연했다. MBC ‘전파견문록’ SBS ‘호기심천국’ 등에 캐스팅된 그는 경륜의 대중 인지도를 높이는데 일등공신 역할을 했고 연예인 버금가는 유명세를 치렀다. 현재는 경정 경기의 중계 아나운서로 활동 중이다.

## 출연 프로그램
- MBC - 전파견문록
- SBS - 호기심 천국
- SBS - 슈퍼바이킹